# Selliguea triloba
Selliguea triloba là một loài dương xỉ trong họ Polypodiaceae. Loài này được Houtt. ex M.G. Price mô tả khoa học đầu tiên năm 1998.